# Zana Krasniqi
 (mai 2014).
Si vous disposez d'ouvrages ou d'articles de référence ou si vous connaissez des sites web de qualité traitant du thème abordé ici, merci de compléter l'article en donnant les références utiles à sa vérifiabilité et en les liant à la section « Notes et références ».
Zana Krasniqi, née le 15 septembre 1988 à Pristina, est un mannequin et une styliste kosovare.

## Biographie
Elle a été formée par le photographe Fadil Berisha, fondateur du concours Miss Univers Kosovo. Zana devient la première tenante du titre et présente son pays à l'élection de Miss Univers 2008, où elle est élue 5e dauphine.